# Guangming Daily

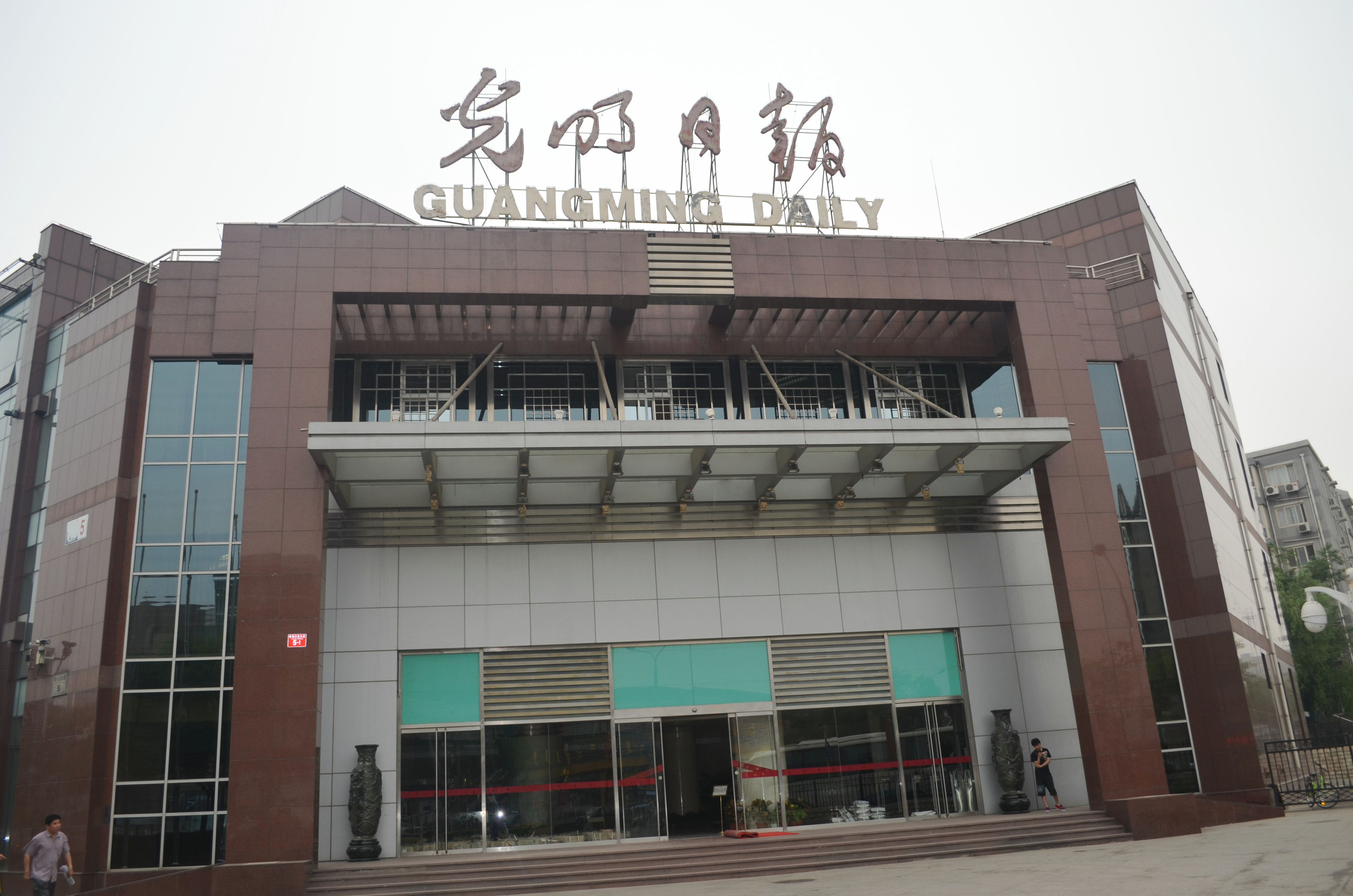
Sede do Guangming Daily

O Guangming Daily, Guangming Ribao ou Enlightenment Daily é um jornal diário nacional em língua chinesa publicado na República Popular da China. Foi criado em 1949 como o jornal oficial da Liga Democrática da China. Como um dos "três grandes" jornais da China durante a Revolução Cultural, desempenhou um papel importante na luta política entre Hua Guofeng e a Gangue dos Quatro em 1976 e entre Hua e Deng Xiaoping em 1978.

## História
O Guangming Daily, então romanizado como Kuangming, foi lançado em 16 de junho de 1949 em Pequim. Originalmente, era o jornal oficial da Liga Democrática da China, mas mais tarde se tornou o órgão oficial do Partido Comunista Chinês para a elite educada da China.
Durante a Revolução Cultural (1966–1976), o Guangming Daily foi um dos únicos três jornais nacionais que permaneceram em circulação, junto com o Diário do Povo e o Diário do Exército de Libertação do Povo, e a única revista Red Flag. Os quatro periódicos, conhecidos como "os três jornais e uma revista", dominaram os assuntos públicos da China. Por razões de segurança, jornais regionais e revistas especializadas seguiram dicas dos quatro grandes e publicaram artigos deles em grande parte.
Antes da morte de Mao Zedong, o jornal caiu sob o controle da Gangue dos Quatro radical liderada pela esposa de Mao, Jiang Qing . Em outubro de 1976, o vice-premiê Ji Dengkui desempenhou um papel significativo ao assumir o Guangming Daily, ajudando o sucessor de Mao, Hua Guofeng, a derrubar a Gangue dos Quatro e pôr fim à Revolução Cultural.
Em 1978, o líder liberal do Partido Comunista Hu Yaobang nomeou Yang Xiguang, anteriormente no Jiefang Daily de Xangai, editor-chefe do Guangming Daily. Sob a direção de Yang, o Guangming foi o primeiro jornal chinês a parar de publicar as citações do presidente Mao na primeira página todos os dias. Em 11 de maio de 1978, publicou o famoso editorial de Hu Fuming "A prática é o único critério para testar a verdade" (chinês: 实践是检验真理的唯一标准), refutando a teoria Two Whatevers de Hua Guofeng em apoio à política de Reforma e Abertura de Deng Xiaoping. O artigo foi rapidamente reimpresso em quase todos os principais jornais chineses, consolidando o apoio à vitória de Deng sobre Hua.
Dois jornalistas do Guangming Daily, Xu Xinghu (许杏虎) e sua esposa Zhu Ying (朱颖), foram mortos na noite de 7 de maio de 1999 no atentado contra a embaixada chinesa em Belgrado pelos Estados Unidos durante o bombardeio da OTAN contra a Iugoslávia.

## Circulação
A circulação do Guangming Daily chegou a 1,5 milhão em 1987, mas como publicações independentes floresceu durante a Reforma e Abertura era, caiu para 800 000 em 1993.:167 Para sobreviver no mercado, reduziu a cobertura política e propaganda e aumentou sua cobertura na cultura e na ciência.:167 Em 2013, o jornal tinha uma circulação diária de 490 000.

## Guangming Online
Em 1998, o Guangming Daily lançou seu site oficial Guangming Online (GMW.cn), que foi um dos primeiros sites de notícias da China. Em julho de 2017, Alexa Internet classifica o site como o 73º mais visitado do mundo e 14º na China.

## The Beijing News
Em 2003, o Guangming Daily fez parceria com o Nanfang Media Group (editor do muito bem-sucedido Southern Weekly) para publicar em conjunto o The Beijing News, que rapidamente se tornou um dos jornais mais influentes de Pequim.